# انفانتي كارلوس الإسباني (1607-1632)
أرشيدوق كارلوس من النمسا (بالإسبانية: Carlos de Austria)‏ (و. 1607 – 1632 م) هو من إسبانيا. ولد في مدريد.
توفي في مدريد، عن عمر يناهز 25 عاماً.